# Аль Килани, Амине
Амине Аль Килани (араб. أمين الكيلاني‎, англ. Amine Al Kilani, род. 18 октября 1984) — ливийский шоссейный велогонщик.

## Карьера
В 2009 году стал чемпион Ливии в групповой гонке.
За время своей карьеры принял участие в таких гонках как Тур дю Фасо, Тур Сенегала, Тропикале Амисса Бонго, Букль дю Котон, Тур Руанды, Тур Марокко, Тур Египта, Гран-при Шарм-эль-Шейха, Гран-при Эль-Хаура, Тур Фармаце Централе, Тур Ливии, Тур Аэропортов на которых три раза попадал в топ-3 по итогам этапов.

## Достижения
2009
 Чемпион Ливии — групповая гонка